# Abrud
Abrud (ungerska: Abrudbánya, tyska: Großschlatten) är en stad i nordvästra delen av länet Alba i Transsylvanien, Rumänien, som ligger vid floden med samma namn. Folkmängden uppgick till cirka 4 000 invånare vid folkräkningen 2011.

## Historik
Vid Abrud fanns en romersk koloni vid namn Auraria Daciæ.
Från freden i Neuilly 5 juni 1920 tillhörde Abrud Rumänien, medan det innan dess låg i Ungern inom komitatet Unter-Weissenburg.